# Elżbieta Kępińska
Elżbieta Kępińska (ur. 5 kwietnia 1937 w Częstochowie) – polska aktorka. Żona premiera PRL Mieczysława Rakowskiego.

## Życiorys
W 1959 ukończyła studia na PWST w Warszawie. Występowała na scenach Krakowa, Gdańska (Teatr Wybrzeże, 1959–1960) i Warszawy.
W 2009 została odznaczona Srebrnym Medalem „Zasłużony Kulturze Gloria Artis”. 7 grudnia 2015 otrzymała przyznawaną przez Zespół Artystyczny Teatru Polskiego Radia nagrodę „Wielki Splendor”.
Była żoną aktora Władysława Kowalskiego oraz, w latach 1986–2008, drugą żoną polityka Mieczysława F. Rakowskiego.

## Filmografia
- 1959 – Zobaczymy się w niedzielę – Bronka Gawrakówna, bileterka w Hali Ludowej
- 1961 – Dotknięcie nocy – Agnieszka
- 1961 – Droga na Zachód – dziewczyna w Poppowitz
- 1961 – Dziś w nocy umrze miasto – robotnica w inspektach
- 1961 – Samson – Kazia, siostrzenica Maliny
- 1962 – Zerwany most – Olga Dziarnik
- 1963 – Rozwodów nie będzie – Basia, gospodyni przyjęcia
- 1964 – Późne popołudnie –  Bożena, sublokatorka Siankowej
- 1967 – Sami swoi – (głos) Jadwiga Pawlak, córka Kargula
- 1968 – Wszystko na sprzedaż – aktorka w Teatrze Ateneum
- 1971 – Trąd – Krystyna, dziewczyna Stanisława Czermienia
- 1975 – Grzech Antoniego Grudy – Teresa Grudowa
- 1975 – Moja wojna, moja miłość – prostytutka
- 1977 – Niedziela pewnego małżeństwa w mieście przemysłowym średniej wielkości – Magda Milewska
- 1978 – Romans Teresy Hennert –  Binia Gondziłłowa, żona porucznika
- 1978 – Wielki podryw – kochanka Pilarskiego
- 1981 – Najdłuższa wojna nowoczesnej Europy (serial tv) – Aniela Tułodziecka
- 1987 – Komediantka – Kręska, gospodyni Orłowskiego
- 1987 – O rany, nic się nie stało!!! – Kazimiera Bukałowa, matka Kryśki i Jacka
- 1988 – Oszołomienie –  Oreszko
- 2005 – Parę osób, mały czas – Stacha
- 2005–2006 – Magda M. – Lena Balicka, siostra Joanny Kalinowskiej
- 2008 – Doręczyciel – Krystyna Gradoń
- 2012 – Czas honoru – gospodyni Wiktorii (odc. 53, 58 i 60)
- 2012 – Na dobre i na złe – Róża (odc. 471)
- 2016 – Na noże – Janina Majchrzak, żona Antoniego
- 2017 – Cicha noc – babcia
- 2021 – Hiacynt  – babcia Kamila[6]

## Polski dubbing
- 2007: Złoty kompas – Ma Costa
- 2005: Opowieści z Narnii: Lew, czarownica i stara szafa – Pani Macready
- 1959: Anatomia morderstwa − Mary Pilant

## Użyczyła głosu
- 1963: Kopciuszek (bajka muzyczna wydana przez Polskie Nagrania na płycie) – Haneczka
- 1986: Chatka Puchatka (bajka muzyczna wydana przez Polskie Nagrania na kasecie; CK 416) – Sowa Przemądrzała
- 1985: Kubuś Puchatek (bajka muzyczna wydana przez Polskie Nagrania na kasecie; CK 415) – Sowa Przemądrzała